# Momentos (álbum de Al Bano y Romina Power)
Momentos es la versión en español del álbum de Al Bano & Romina Power "Aria Pura" contenía la versión en inglés del éxito como solista de Romina Power "Con Un Paio Di Blue Jeans": "U. S. America". 

## Canciones
Cara A
1. "Granada"
2. "A Las Siete"
3. "All'Infinito"
4. "Agua De Fuente"
5. "U.S. America"

Cara B
1. "Momentos"
2. "Il Mestiere Di Vivere"
3. "Who?"
4. "Heart Games"